# Begonia crassicaulis
Begonia crassicaulis là một loài thực vật có hoa trong họ Thu hải đường. Loài này được Lindl. mô tả khoa học đầu tiên năm 1842.